# Rhodesiella lungleiensis
Rhodesiella lungleiensis är en tvåvingeart som beskrevs av Cherian 2002. Rhodesiella lungleiensis ingår i släktet Rhodesiella och familjen fritflugor.
Artens utbredningsområde är Mizoram (Indien). Inga underarter finns listade i Catalogue of Life.